# Weed Money
Weed Money é o decimo quinto álbum de estúdio do rapper estadunidense Daz Dilly. O álbum foi lançado oficialmente em 22 de abril de 2014, pelas editoras discográficas Felder Entertainment Inc. e D.P.G. Recordz. O disco conta com participações de Trae tha Truth, MJG, Devin the Dude, Snoop Dogg, Soopafly, Slimm Calhoun, Z-Ro, Mitchy Slick, Alexxus, Hot Boy Turk, Kurupt, Short Khop, Young Buck, Bo$$ e Murphy Lee.

## Singles
Em 14 de fevereiro de 2014 foi lançado o primeiro singles do álbum  "What's Your Pleasure" com participação de Snoop Dogg. Em 27 de março de 2014 foi lançado o segundo single, "The Reason Why", tendo participação de Short Khop, Young Buck, Bo$$ e Murphy Lee.

## Faixas
| N.º | Título                                                           | Produtor(s) | Duração |  |
| 1.  | "The Set Up Ntro"                                                |             | 0:28    |  |
| 2.  | "448 Gramz"                                                      | Trippy Keez | 4:07    |  |
| 3.  | "What Up" (com Trae tha Truth & MJG)                             | Trippy Keez | 6:03    |  |
| 4.  | "Blow'd" (com Devin the Dude & Snoop Dogg)                       | Trippy Keez | 4:06    |  |
| 5.  | "What's Yo Pleasure" (com Snoop Dogg)                            | Dâm-Funk    | 3:48    |  |
| 6.  | "1234"                                                           | Trippy Keez | 5:10    |  |
| 7.  | "Scorcher"                                                       | Trippy Keez | 3:37    |  |
| 8.  | "I.D.G.A.F." (com Slimm Calhoun)                                 | Trippy Keez | 3:05    |  |
| 9.  | "Real Witcha"                                                    | Trippy Keez | 4:46    |  |
| 10. | "Overtime" (com Mitchy Slick & Alexxus)                          | Trippy Keez | 5:22    |  |
| 11. | "Thug'n & Hustl'n" (com Hot Boy Turk & Kurupt)                   | Trippy Keez | 4:41    |  |
| 12. | "The Reason Why" (com Short Khop, Young Buck, Bo$$ & Murphy Lee) | Trippy Keez | 5:23    |  |